# Ołeksij Kaszczuk
Ołeksij Mykołajowycz Kaszczuk, ukr. Олексій Миколайович Кащук (ur. 29 czerwca 2000 w Nowogrodzie Wołyńskim) – ukraiński piłkarz, grający na pozycji napastnika.

## Kariera piłkarska

### Kariera klubowa
Wychowanek Akademii Piłkarskiej Szachtar Donieck, barwy której bronił w juniorskich mistrzostwach Ukrainy (DJuFL). 7 lipca 2016 roku rozpoczął karierę piłkarską w składzie juniorskiej drużyny Szachtara U-19, potem grał w młodzieżowej drużynie.

### Kariera reprezentacyjna
W 2015 debiutował w juniorskiej reprezentacji Ukrainy U-17, awansując do turnieju finałowego Euro U-17 2016. W latach 2017–2019 występował w reprezentacji U-19. W 2019 został powołany do młodzieżowej reprezentacji Ukrainy. 27 czerwca 2019 został wypożyczony do FK Mariupol.

## Sukcesy i odznaczenia

### Sukcesy reprezentacyjne
- Mistrzostwo świata U-20: 2019

Ukraina U-21
- brązowy medalista Mistrzostw Europy U-21: 2023

### Odznaczenia
- Order „Za zasługi” III Klasy – 2019[3]
- tytuł Mistrza Sportu Ukrainy – 2019